# Osborne 1

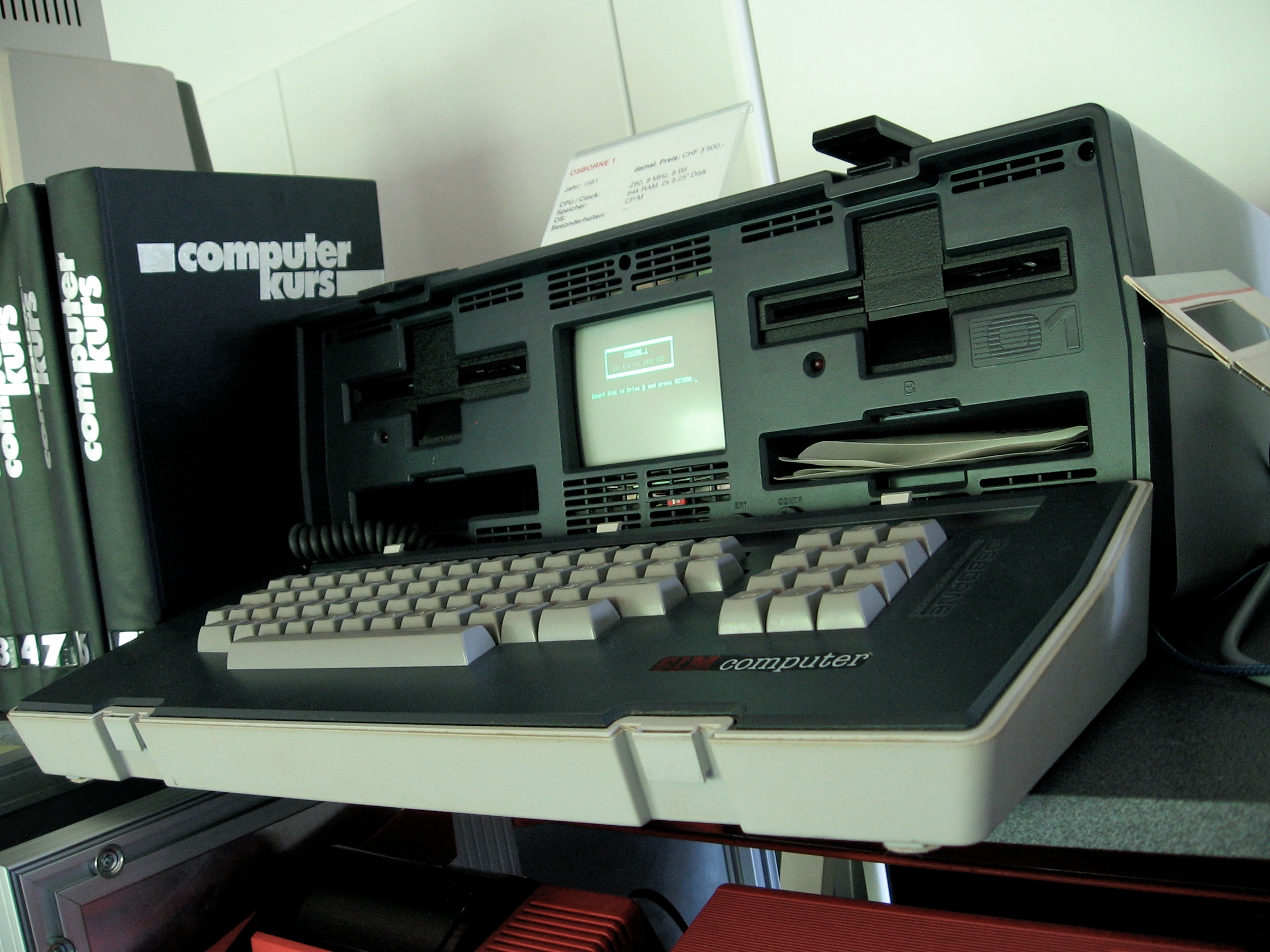
Primo piano sull'Osborne 1: si noti la ridotta dimensione delle scritte sul suo piccolo schermo

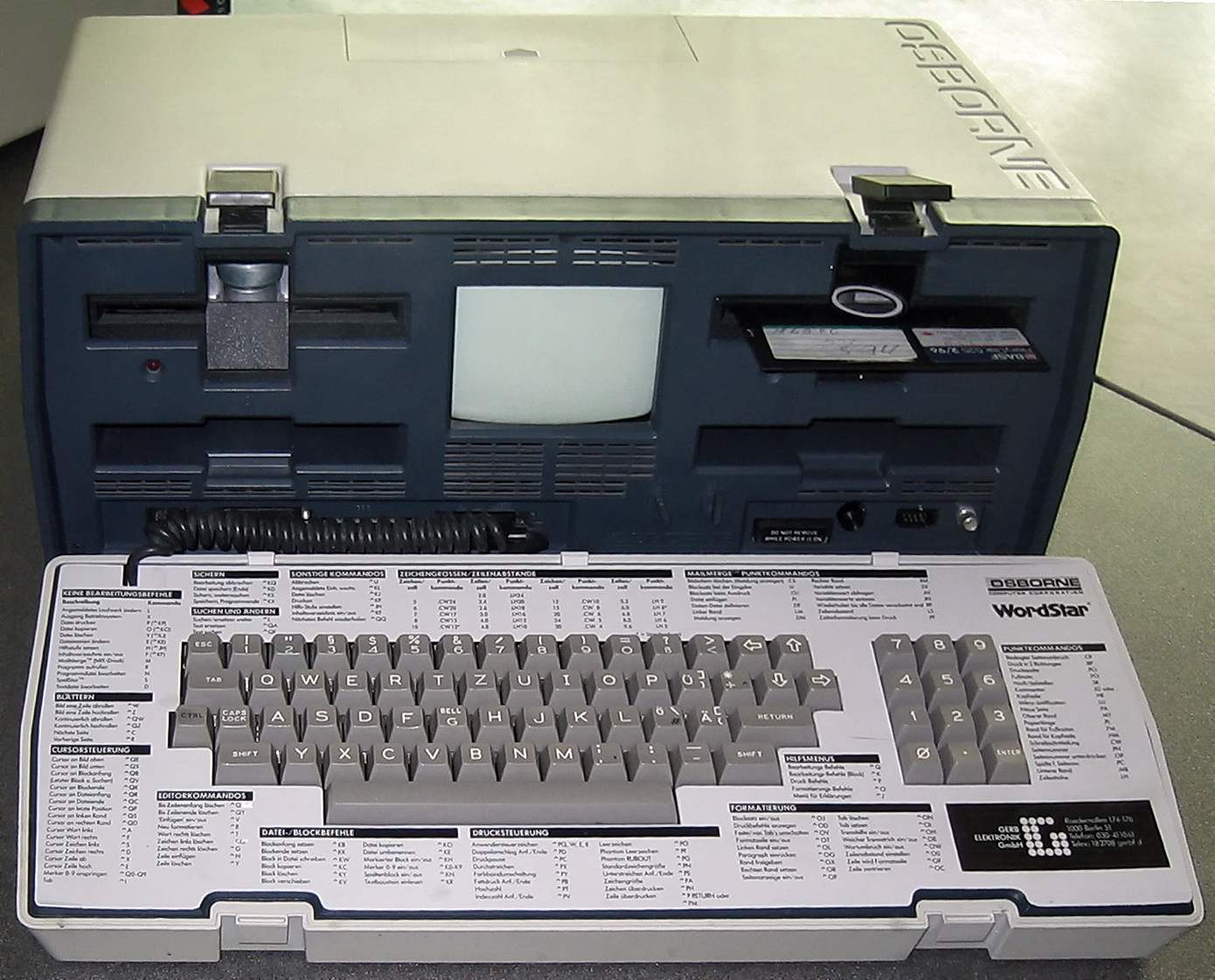
Osborne 1

L'Osborne 1 è stato il primo computer portatile di massa della storia. Presentato alla West Coast Computer Faire di San Francisco, fu messo in commercio nell'aprile del 1981 dalla Osborne Computer Corporation: pesava circa 10,7 kg ed aveva un costo di 1.795 $. Il sistema operativo integrato era il CP/M 2.2.
I suoi difetti principali erano il minuscolo schermo da 5 pollici (13 cm) ed i floppy disk a singola faccia e singola densità che non avevano una capacità sufficiente a contenere i dati generati normalmente dalle applicazioni aziendali.
Il suo design fu ispirato da quello di uno dei primi prototipi di computer portatili, il NoteTaker, sviluppato presso Xerox PARC nel 1976.

## Storia
Dopo la vendita della sua società editoriale a McGraw-Hill per 3 milioni di dollari, Adam Osborne decise di fondare una nuova azienda per produrre un nuovo computer che avesse un peso molto inferiore a quello degli elaboratori fissi dell'epoca, che pesavano diverse decine di chilogrammi, e che fosse progettato per essere "trasportabile". Per realizzare la macchina fu assunto Lee Felsenstein, che Osborne conosceva dai tempi dell'Homebrew Computer Club e che aveva in precedenza già lavorato nel campo dei computer avendo progettato il Sol-20 per conto di Processor Technology.
Il progetto del computer fu terminato alla fine del 1980, e Osborne assunse Thomas E. Davidson per seguire la realizzazione della macchina. All'inizio del 1981 la società divenne Osborne Computer Corporation, con un capitale di circa 1 milione di dollari, proveniente per la maggior parte da Jack Melchore, un venture capitalist della Silicon Valley.

### Il successo commerciale
Annunciato nel mese di aprile del 1981, nei suoi primi otto mesi di vita la Osborne Computer Corporation ne vendette 11.000 unità. Nel mese di settembre del 1981, Osborne Computer Company fatturò il suo primo milione di dollari in un solo mese di vendite: queste raggiunsero il picco di 10.000 unità al mese, con la società che guadagnava circa 1 milione di dollari al mese.
Per fronteggiare la richiesta, fu aumentata la produzione: si arrivò a 500 computer al giorno, a discapito della qualità costruttiva. I difetti di produzione costrinsero l'azienda al richiamo di moltissime unità; ciò nonostante, a meno di un anno dal lancio del primo sistema, Osborne aveva a marzo del 1982 un previsionale di fatturato per l'anno in corso di 250 milioni di dollari.

### La concorrenza
L'Osborne 1 fu largamente imitato da molte società informatiche che cominciarono ad offrire computer portatili a prezzi più competitivi. La popolarità dell'Osborne 1 fu superata da quella del Kaypro II, che era dotato di un ben più pratico display CRT da 9 pollici (23 cm) che poteva visualizzare uno schermo standard di 80 caratteri per 24 linee, oltre ad avere dischetti a doppia densità con possibilità di memorizzazione pari al doppio. Anche il PC IBM cominciò a fare concorrenza diretta al computer, grazie anche ai numerosi compatibili che stavano nascendo, tutti basati sul nuovo competitivo e popolare sistema operativo MS-DOS. Alla fine del 1982 il fatturato annuo, che dodici mesi prima era stato stimato in 250 milioni di dollari, risultò essere di soli 66 milioni circa mentre l'utile previsto di 9 milioni divenne un passivo di 1 milione di dollari.

### Il fallimento
La situazione peggiorò tra la fine del 1982 e l'inizio del 1983 quando Adam Osborne annunciò l'arrivo di due nuovi computer. Il primo, l'Osborne Executive, era l'erede diretto dell'Osborne 1, creato per risolvere i punti deboli di quest'ultimo: un display più grande, più memoria e dischi più capienti. Ad inizio 1983 fu annunciato anche l'Osborne Vixen, una versione più compatta e più leggera dell'Osborne 1. Le vendite crollarono immediatamente perché i potenziali clienti preferirono aspettare l'arrivo dei nuovi computer piuttosto che acquistare l'attuale modello. Le perdite furono enormi, tanto che la società nel giro di poco tempo fallì.
Incapace di battere la concorrenza, e paralizzata dagli annunci dei propri nuovi prodotti non ancora in vendita, Osborne Computer Corporation presentò un'istanza di fallimento nel mese di settembre del 1983. L'effetto sulle vendite che ebbe l'annuncio del nuovo modello divenne così famoso che in seguito questo fenomeno commerciale fu chiamato "effetto Osborne".
Nel 1985, dopo il riassetto societario ed il cambio di nome, venne prodotto il già annunciato Osborne Vixen, noto anche come Osborne-4, ma con scarso successo di vendite.

## Specifiche

### Hardware
Caratteristiche hardware principali dell'Osborne 1:
- CPU: Zilog Z80A a 4 MHz
- Memoria centrale: 64 kB di RAM
- Tastiera da 69 tasti integrata nel coperchio del case
- Display monocromatico da 5 pollici, risoluzione di 52×24 caratteri, mappati come finestra sullo schermo da 128×32 caratteri
- Floppy disk a singola faccia e singola densità (SS-SD, single sided e single density), da 5,25 pollici
- Porta parallela configurabile IEEE-488
- Porta RS-232 per collegamenti a modem esterni o stampanti

L'Osborne 1, pur essendo un computer portatile, non aveva in dotazione una batteria. I primi modelli erano alimentati tramite collegamento alla rete elettrica con tensione di 120 o 240 V. Nei modelli successivi venne implementata la scelta tra una tensione di 120 o 230 V, a 50 o 60 Hz. In seguito venne commercializzata una batteria tampone da aggiungere alla macchina, che offriva un'ora di autonomia.
La memoria centrale era costituita da 16 chip di DRAM da 2.048 byte (16.384 celle da 1 bit), divisa tra memoria CPU e memoria video. Il boot loader e parti significative del BIOS erano memorizzate in una EPROM da 4 kB. Una seconda EPROM veniva utilizzata come memoria per i caratteri fissi, fornendo caratteri ASCII minuscoli, maiuscoli e semigrafici.
Il sistema video usava parte della memoria centrale e dell'unità logica TTL per fornire il segnale video e la sincronizzazione al monitor monocromatico interno di 5 pollici.

### Periferiche
Esistevano anche periferiche di terze parti per Osborne 1 quali:
- Monitor esterno monocromatico;
- Stampante parallela a matrice di punti;

Vennero messi in vendita anche degli aggiornamenti al modello base, offerti da alcuni produttori di accessori, come disk drive a doppia densità, hard disk esterni e battery pack di supporto.

### Software
L'Osborne 1 comprendeva nel prezzo un pacchetto di applicazioni contenente l'editor di testi WordStar, il foglio di calcolo SuperCalc e i linguaggi di programmazione CBASIC e MBASIC.
Il solo pacchetto software aveva un valore pari a 1.500 $, pari al prezzo di acquisto dell'Osborne 1. Tutti i software inclusi erano:
| Nome programma          | Versione | Produttore         | Tipo                     | Data | N. di dischi |
| ----------------------- | -------- | ------------------ | ------------------------ | ---- | ------------ |
| MBasic                  |          | Microsoft          | Interprete di linguaggio |      | 1            |
| Colossal Cave Adventure |          |                    | Gioco                    |      |              |
| Deadline                |          | Infocom            | Gioco                    |      | 2            |
| dBase II                |          | Ashton-Tate        | Database                 |      |              |
| dBase II Tutor          |          | Ashton Tate        | Tutor per database       |      | 6            |
| Nominal Ledger          | 2.7      | PeachTree Software | Software aziendale       | 1983 | 2            |
| Purchase Ledger         | 2.7      | PeachTree Software | Software aziendale       | 1983 | 2            |
| Sales Ledger            | 2.7      | PeachTree Software | Software aziendale       | 1983 | 2            |
| Supercalc               |          | Sorcim             | Foglio di calcolo        | 1981 | 1            |
| WordStar                | 2.26     | MicroPro           | Editor di testi          |      | 1            |

### Giochi
Il display dell'Osborne 1 non supporta la grafica bitmap quindi i giochi incorporati erano specialmente delle avventure testuali.